# Konståret 1882

## Händelser

### Okänt datum
- Kunstnernes Frie Studieskoler grundar sin verksamhet.
- Western Reserve School of Design for Women grundas i USA.
- Walter Langley flyttar till Newlyn, Cornwall i England, Storbritannien och blir förste konstnär bosatt vid Newlyn School.[1]
- Høstutstillingen inleder sin årliga utställningsverksamhet

## Priser
- Prix de Rome, skulptur: Maurice Ferrary - Saint Sébastien percé de flèches.

## Verk

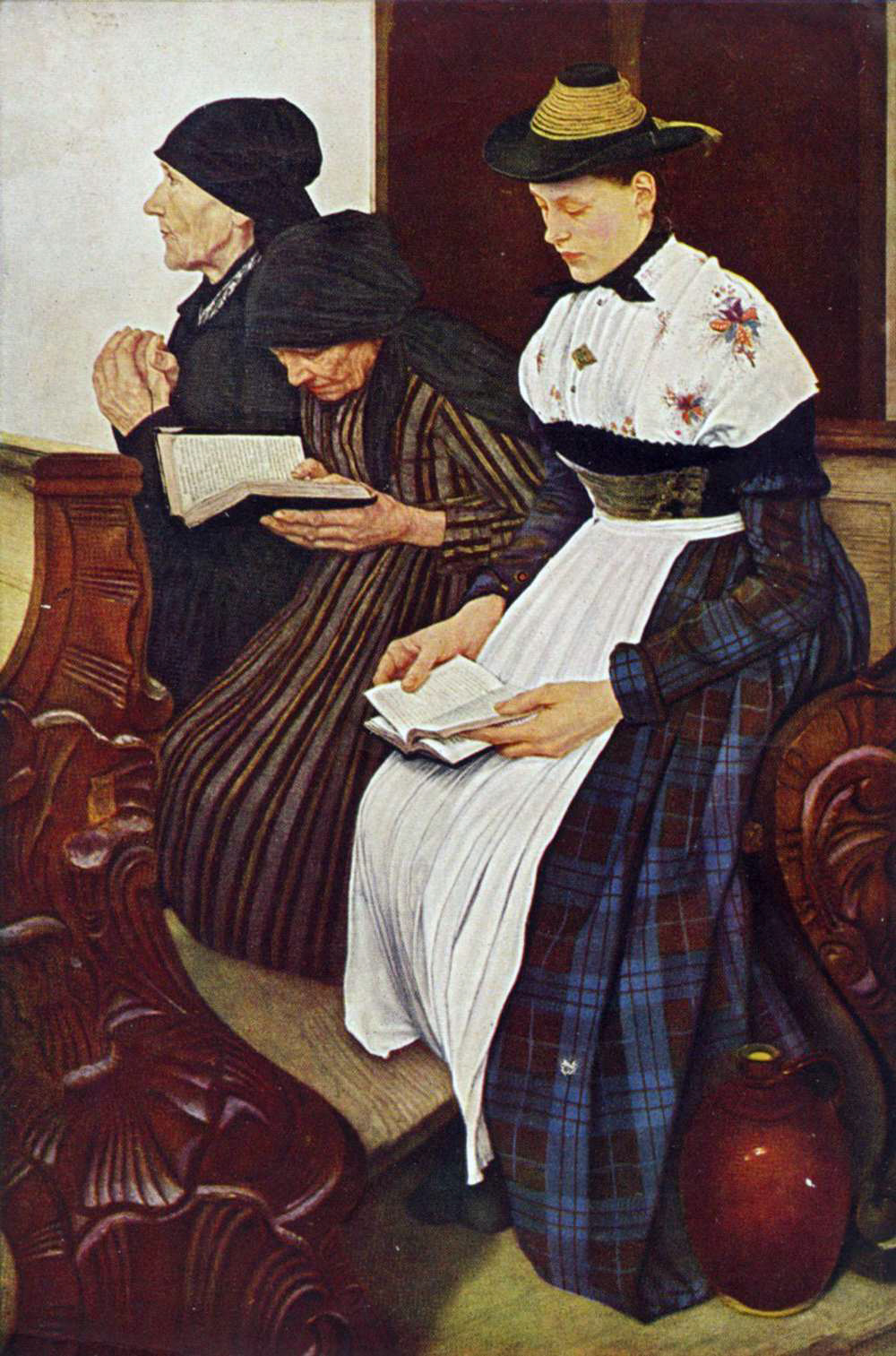
Wilhelm Leibl färdigställer sitt verk Die drei Frauen in der Kirche år 1882.

- Carl Gustaf Hellqvist - Valdemar Atterdag brandskattar Visby.
- John Atkinson Grimshaw - Under the Moonbeams.
- Edward Burne-Jones och William Morris - David's Charge to Solomon (målat glasfönster, Trinity Church, Boston, Massachusetts).
- Wilhelm Leibl - Die drei Frauen in der Kirche (Kunsthalle, Hamburg).
- William Merritt Chase - Azaleas samt In the Studio.

## Födda
- 2 januari - Ivar Kamke (död 1936), svensk målare och grafiker.
- 6 januari - Aleksandra Ekster (död 1949), rysk-ukrainsk målare och designer.
- 7 januari - Romano Romanelli (död 1968), italiensk skulptör och professor.
- 8 januari - David Milne (död 1953), kanadensisk målare.
- 5 februari - Erik Kylberg (död 1947), svensk konstnär och tulltjänsteman.
- 19 februari - Tore Strindberg (död 1968), svensk skulptör och medaljgravör.
- 1 mars - Axel Kulle (död 1964), svensk konstnär (målare).
- 4 mars - Gunnar Widholm (död 1953), svensk målare, tecknare och grafiker.
- 10 mars - August Lundberg (död 1946), svensk konstnär (målare).
- 28 mars - Eigil Schwab (död 1952), svensk konstnär, målare och grafiker.
- 16 april - André Edouard Marty (död 1974), fransk konstnär.
- 29 april - Auguste Herbin (död 1960), fransk målare.
- 13 maj - Georges Braque (död 1963), fransk målare och skulptör.
- 1 juni - Signe Hammarsten-Jansson (död 1970), svensk tecknare,
- 4 juni - John Bauer (död 1918), svensk konstnär.
- 8 juli - Maja Oterdahl (död 1955), svensk bildkonstnär och lärare
- 22 juli - Edward Hopper (död 1967), amerikansk målare och tryckmakare.
- 14 augusti - Gisela Richter (död 1972), engelsk arkeolog och konsthistoriker.
- 12 eller 19 augusti - George Bellows (död 1925), amerikansk målare.
- 19 september - Storm P. (död 1949), dansk tecknare och skådespelare.
- 2 oktober - John Lundqvist (död 1972), svensk skulptör och konstnär.
- 16 oktober - Elsa Giöbel-Oyler (död 1979) svensk målare
- 19 oktober - Umberto Boccioni (död 1916), italiensk futurist, målare och skulptör.
- 28 september - Rikard Lindström (död 1943), svensk konstnär och författare.
- 3 oktober - A. Y. Jackson (död 1974), kanadensisk målare.

## Avlidna
- 14 januari – Timothy H. O'Sullivan (född 1840), amerikansk fotograf.
- 20 januari – John Linnell (född 1792), brittisk landskapsmålare.
- 20 januari – William Miller (född 1796), skotsk kopparsticksgravör.
- 11 februari – Francesco Hayez, italiensk konstnär.
- 10 april – Dante Gabriel Rossetti (född 1828), engelsk målare.
- 3 juni – Christian Wilberg (född 1839), tysk målare.
- 30 juni – François-Auguste Biard (född 1800), fransk målare.
- 8 juli – Hablot Knight Browne (född 1815), engelsk illustratör.
- 23 september – John Wharlton Bunney (född 1828), engelsk målare.
- 25 oktober – Emma Stebbins (född 1815), amerikansk skulptör.
- okänt datum - James Eights (född 1798), amerikansk vattenfärgsmålare.
- okänt datum - Johann Halbig (född 1814), tysk skulptör.
- okänt datum - Franz Seraph Stirnbrand (född 1788), österrikisk målare.

### Fotnoter
1. ↑  ”The Newlyn School (c.1880 - c.1940)”. Penzance: Penlee House Gallery & Museum. Arkiverad från originalet den 13 mars 2011. https://web.archive.org/web/20110313202249/http://www.penleehouse.org.uk/newlyn-school.html. Läst 10 mars 2011.